# Identitats de Rogers-Ramanujan
En matemàtiques, i específicament en combinatòria analítica, les Identitats de Rogers–Ramanujan son dues igualtats relatives a les sèries hipergeomètriques bàsiques, descobertes i demostrades per primera vegada per Leonard James Rogers el 1894. Van ser redescobertes (sense demostració) per Srinivasa Ramanujan una mica després del 1913. Ramanujan no donava demostració, però va reeditar l'article de Rogers el 1917 i van publicar una demostració conjuntament el 1919. Issai Schur les va redescobrir i demostrar de forma independent el 1917.

## Enunciat
Les identitats de Rogers- Ramanujan són:
1. {\displaystyle G(q)=\sum _{n=0}^{\infty }{\frac {q^{n^{2}}}{(q;q)_{n}}}={\frac {1}{(q;q^{5})_{\infty }(q^{4};q^{5})_{\infty }}}=1+q+q^{2}+q^{3}+2q^{4}+2q^{5}+3q^{6}+\cdots } (sèrie A003114 del OEIS).
2. {\displaystyle H(q)=\sum _{n=0}^{\infty }{\frac {q^{n^{2}+n}}{(q;q)_{n}}}={\frac {1}{(q^{2};q^{5})_{\infty }(q^{3};q^{5})_{\infty }}}=1+q^{2}+q^{3}+q^{4}+q^{5}+2q^{6}+\cdots } (sèrie A003106 del OEIS).

On, {\displaystyle (\cdot ;\cdot )_{n}} denota el símbol q-Pochhammer.
Que també es poden expressar de la següent forma:
1. {\displaystyle 1-\sum _{m=1}^{\infty }{\frac {q^{m^{2}}}{(1-q)(1-q^{2})\dots (1-q^{m})}}=\prod _{m=0}^{\infty }{\frac {1}{(1-q^{5m+1})(1-q^{5m+4})}}}
2. {\displaystyle 1-\sum _{m=1}^{\infty }{\frac {q^{m^{2}+m}}{(1-q)(1-q^{2})\dots (1-q^{m})}}=\prod _{m=0}^{\infty }{\frac {1}{(1-q^{5m+2})(1-q^{5m+3})}}}